# Roger Boussinot
Roger Boussinot, alias Emmanuel Le Lauraguais et Roger Mijema, est un écrivain, journaliste, critique, historien du cinéma et réalisateur français, né le 2 mai 1921 à Tunis et mort le 14 mai 2001 à Bassanne.
Historien érudit proche du mouvement libertaire, il publie en 1967 une Encyclopédie du cinéma suivie par un Dictionnaire des synonymes, analogies et antonymes et, en 1982, d'un abécédaire, Les Mots de l'anarchie.

## Biographie

### Famille
Petit fils de « brassiers », paysans qui n’avaient que leurs bras pour vivre, et fils d'un instituteur anarchiste, Roger Boussinot naît à Tunis, où son père, Charles Boussinot (1896-1969), avait fui l’enrôlement en 1914 et promeut la pédagogie Freinet. Il gardera de ce père, plume du syndicalisme révolutionnaire, journaliste du Combat syndicaliste et membre en 1933 du comité fondateur du Parti communiste tunisien, une profonde culture de gauche, des amitiés et des compagnonnages communistes et libertaires.

### Parcours
Il suit des études de philosophie à Bordeaux puis à Paris. Le 16 juillet 1942, à l'initiative d'un comité d'étudiants, il se rend, seul et impuissant, dans le quartier Saint-Paul cerné par la police dans l'espoir naïf d'aider les « Juifs » à échapper à la rafle du Vel'd'Hiv. Avec l'aide spontanée des souteneurs du quartier, il réussit à exfiltrer une jeune fille qui préfère finalement rejoindre ses parents capturés. Meurtri par son échec et écrasé par la culpabilité d'avoir voulu dès le lendemain oublier cette histoire, il ne retrouvera le souvenir de cette journée que dix-huit ans plus tard et en livrera le récit autobiographique. Les Guichets du Louvre, témoigne du zèle de la police française et dénonce la compromission de l'UGIF.
À la Libération, Boussinot travaille comme journaliste spécialiste du cinéma et devient directeur de l’Agence littéraire et artistique parisienne. Il collabore aux journaux Action et Arts ainsi qu'à la revue L'Écran français, dont il devient le rédacteur en chef en mars 1950.
Adepte de Diderot, il publie des ouvrages consacrés au cinéma. Un pamphlet visionnaire en 1957, Le cinéma est mort, vive le cinéma, mais surtout la monumentale Encyclopédie du cinéma (Bordas). La subjectivité, pourtant précieuse, dont il y fait montre lui a souvent été reprochée. Prolifique, il publie également une vingtaine de romans, dont plusieurs sont portés à l'écran. Il réalise des films pour le cinéma et la télévision, produit des émissions de télévision (Démons est merveilles du cinéma, Visages du cinéma…).

### Parcours politique
Humaniste et libertaire, il est de 1977 à 1995 le maire de Pondaurat, commune rurale de la Gironde où il lance un programme culturel.
En 1992, il est candidat aux élections régionales sous l'étiquette écologiste aux côtés de Jean Vautrin et de Noël Mamère.

## Œuvre

### Œuvre écrite

#### Romans
- Maldemer, LUF Egloff, 1947
- Geneviève, LUF Egloff, 1948
- Aérodrome, EFR, 1954, illustration de couverture de Jean Milhau
- La Dame au Gardénal, EFR, 1951
- L'Eau de bain, Denoël, 1958
- Le Sixième Sens, Denoël, 1959
- Les Guichets du Louvre, Denoël, 1960 ; rééd. Gaïa Éditions, 1999
- Le Treizième Caprice, Denoël, 1962
- Le Feu au paradis, Denoël, 1964
- Le cinéma est mort, vive le cinéma !, Denoël, 1967
- L'Encyclopédie du cinéma, Bordas, 1967 ; rééd., Les Savoirs Bordas, 1995
- Géographie de la femme, André Balland, 1969
- Regarde voir fiston qui est tombé dans l'Hispano, Robert Laffont, 1971 ; rééd. sous le titre La Véridique histoire de Pap', Hitler et moi, Gaïa Éditions, 2000
- Dictionnaire des synonymes, analogies et antonymes, Paris, Bruxelles, Montréal, Bordas, 1973[6]
- Vie et mort de Jean Chalosse, moutonnier des Landes, Robert Laffont, 1976
- Marie-Jeanne des Bernis, Robert Laffont, 1978
- Les Mots de l'anarchie, Éditions Delalain, 1982
- Des enfants dans les arbres, Robert Laffont, 1985
- Nabab, Robert Laffont, 1992

#### Sous pseudonyme
- Roger Mijéma :
  - Les Doigts, Tchou, Cercle du livre précieux, 1963 ; rééd., Gaïa Éditions, 2001
- Emmanuel Le Lauraguais :
  - Le Collant noir, Éditions Denoël, coll. « Crime-club » no 11, 1959
  - La Fièvre à quarante, Éditions Denoël, coll. « Crime-club » no 24, 1960

#### Préface
- Collectif, L'Affaire de tout un siècle : Michel Slitinsky, Le Bord de l'eau, 2000  (ISBN 2-911803-24-8)

### Œuvre théâtrale
- Ulysse ou la guerre blonde, 1958, théâtre Le Ranelagh[7]

### Œuvre filmée

#### Scénarios de cinéma
- 1961 : Cause toujours, mon lapin de Guy Lefranc
- 1974 : Les Violons du bal de Michel Drach
- 1974 : Les Guichets du Louvre de Michel Mitrani
- 1977 : Bilitis de David Hamilton
- 1979 : Un balcon en forêt de Michel Mitrani

#### Scénarios de télévision
- 1970 : Le Sixième Sens de Louis Grospierre feuilleton en 10 épisodes
- 1971 : Les Coups de Jacques Lefebvre
- 1973 : L'Étang de la Breure de Claude Grinberg feuilleton en 30 épisodes
- 1978 : Le Temps d'une république : le chien de Munich de Michel Mitrani
- 1979 : Le Mal bleu de Joseph Drimal
- 1980 : Jean Chalosse, moutonnier des Landes de Gérard Vergez
- 1982 : Le Bourrier de Joseph Drimal
- 1987 : Tout est dans la fin de Jean Delannoy
- 1990 : Le Gorille compte ses abattis de Jean Delannoy
- 1994 : Des enfants dans les arbres de Pierre Boutron

#### Réalisations
- 1967 : Le Treizième Caprice
- 1973 : Fin de saison (TV)